# Grgur Nazijanski
Grgur Nazijanski (Arianzus, Kapadocija, oko 329. – Nazijan, 25. siječnja 390.), kršćanski svetac i crkveni naučitelj.

## Životopis
Zajedno ga se slavi, na zajednički spomendan, sa svetim Bazilijem Velikim, s kojim je bio nerazdvojan prijatelj za života. Ta nerazdvojnost je počela od doba kada su sveti Bazil i sveti Grgur skupa bili na studiju u Ateni, a zbližila ih je pobožnost i istovjetnost misliju.  Obojica su bili prisiljeni napustiti samoću te preuzeti biskupska sjedišta u Carigradu i u Cezareji. Zavist kolega i zlonamjerne optužbe o njegovu samonametanju na biskupsko mjesto su natjerale svetog Grgura na odlazak i preuzimanje male biskupije u Nazijanu. Ondje je konačno imao više vremena za moliti, razmišljati i pisati svoja djela. Tako nam je danas od svetog Grgura ostalo njegovih 500 pisama i 240 poslanicâ. 

## Štovanje
U Katoličkoj Crkvi spomendan mu je 2. siječnja. Na Istoku, njegovi spomendani su 25. i 30. siječnja.

## Vanjske poveznice
Mrežna mjesta
- Grgur Nazijanski, sv., Hrvatska opća enciklopedija